# Modruš

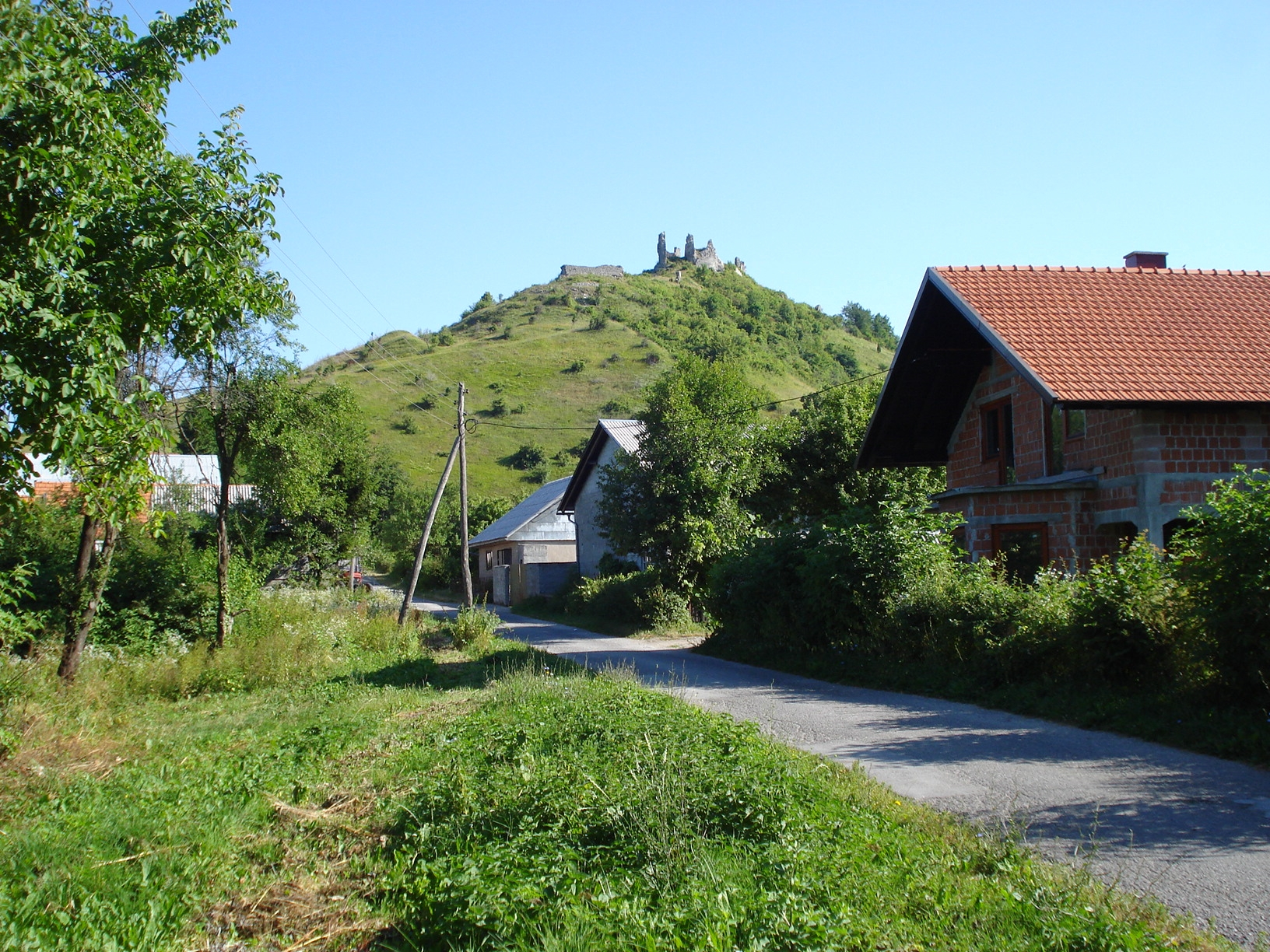
Teil des heutigen Dorfes mit den Ruinen von Burg Tržan im Hintergrund

Modruš [mˈɔdruʃ] ist ein Dorf in Kroatien, welches in der früheren Geschichte des Landes eine wichtige Rolle spielte.

## Geographie
Der Ort liegt südlich in der Gemeinde Josipdol an einer bereits in der Antike wichtigen Handelsroute, die das kontinentale Binnenland über eine Salzstraße (später auch als Josephinische Straße bekannt) von Karlovac mit Senj an der Küste verband. Geographisch gehört er zur Region Lika und administrativ zur Gespanschaft Karlovac.   

## Geschichte
Gegründet wurde Modruš um das Jahr 820 herum als Festungsstadt. Im Jahr 1193 überließ der ungarisch-kroatische König Bela II. dem 3. Sohn von Dujam I., dem Bartol II., Fürsten von Krk, die Stadt samt der Burg Modruš, später Burg Tržan genannt, und dem dazugehörenden Land. Bis Mitte des 16. Jahrhunderts blieb Modruš im Besitz der Frankopanen.
1493 verlegte der Bischof Christophorus anlässlich der Schlacht auf dem Felde von Krbava den Sitz des Bistums von Modruš nach Novi Vinodolski.
Im Königreich Kroatien und Slawonien war der Ort namensgebend für das Komitat Modruš-Rijeka, dessen Komitatssitz sich im nahegelegenen Ogulin befand.